# NGC 1216
NGC 1216 este o galaxie lenticulară situată în constelația Eridanul. A fost descoperită în 1886 de către Ormond Stone⁠(d).